# Смольгово (Любанский район)
Смольгово, Смольгов (бел. Смо́льгава, Смо́льгаў) — деревня в Любанском районе Минской области Беларуси. Административный центр Юшковичского сельсовета.
Смольгов — древний фольварк исторической Случчины.

## География
Ближайшие населённые пункты Купники, Неволож и др.

## История
Впервые упоминается в 1582 году, в составе Слуцкого княжества.
В результате второго раздела Речи Посполитой (1793 год) Смольгово оказалось в составе Российской империи, в Бобруйском уезде Минской губернии. 
В 1832 году в Смольгово родился белорусско-польский поэт Владислав Сырокомля. В это время населенный пункт фактически состоял из нескольких частей: в середине располагалась деревня Смольгово, в которой жили крестьяне; с обеих ее сторон, восточного и западного, располагались селения оброковой шляхты — застенки — Смольгов Большой и Смольговок соответственно; на окраинах — восточной и западной — располагались два фольварка, называвшиеся также Смольгов Большой и Смольговок.
В 1908 году в Погостской волости Слуцкого уезда Минской губернии Российской империи.
25 марта 1918 года согласно Третьей Уставной грамоте Смольгово провозглашалось частью Белорусской Народной Республики. 1 января 1919 года согласно постановлению и съезду КП(б) Беларуси деревня вошла в состав Белорусской ССР. 
В 2009 году центр Юшковичского сельсовета перенесен из деревни Юшковичи в Смольгово.

До 2021 года действовал ГУО «Смольговский учебно-педагогический комплекс детский сад — базовая школа имени Владислава Сырокомли Любанского района».

Старая графика Смольгово
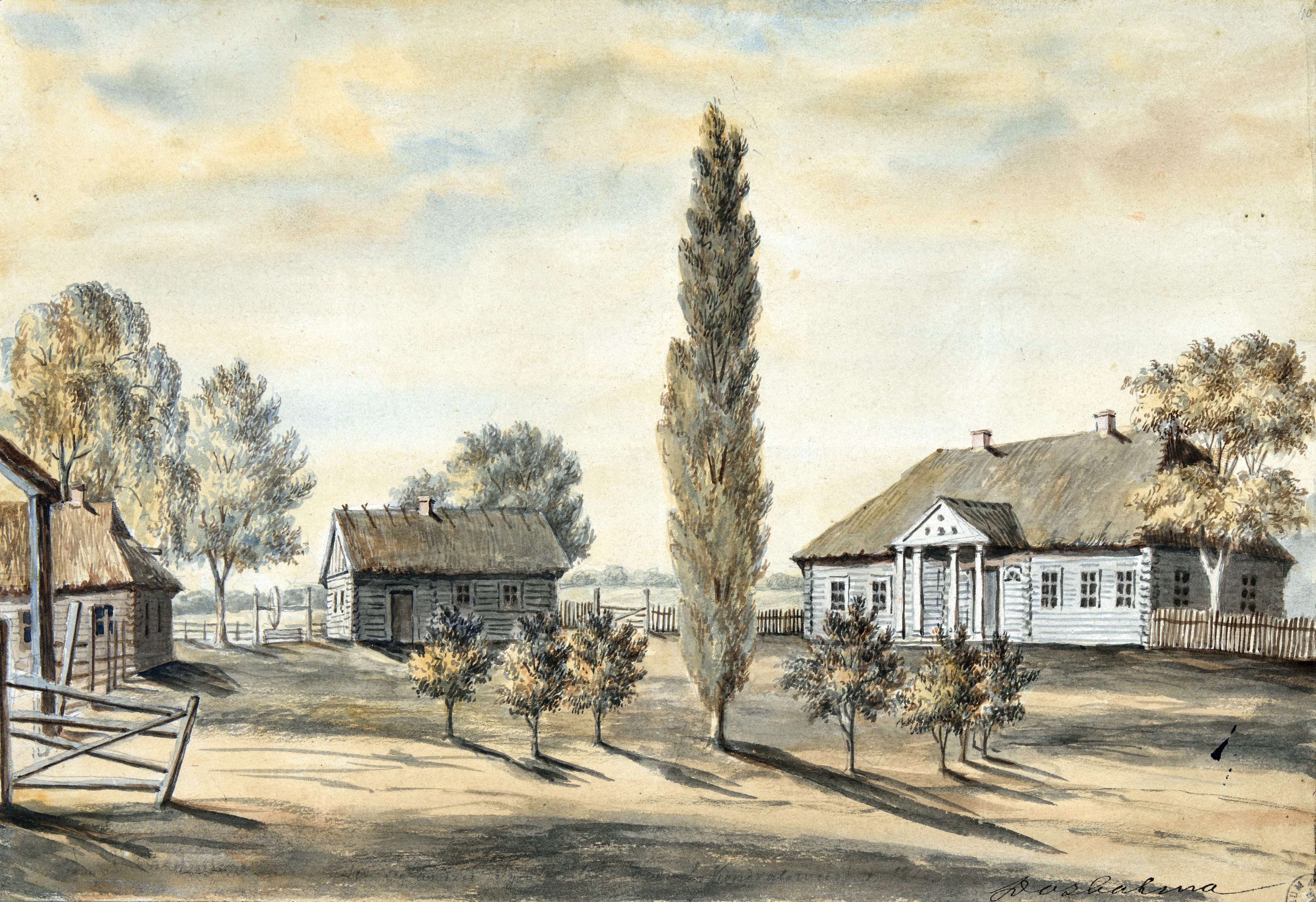
Н. Орда, 1864—1876 гг.
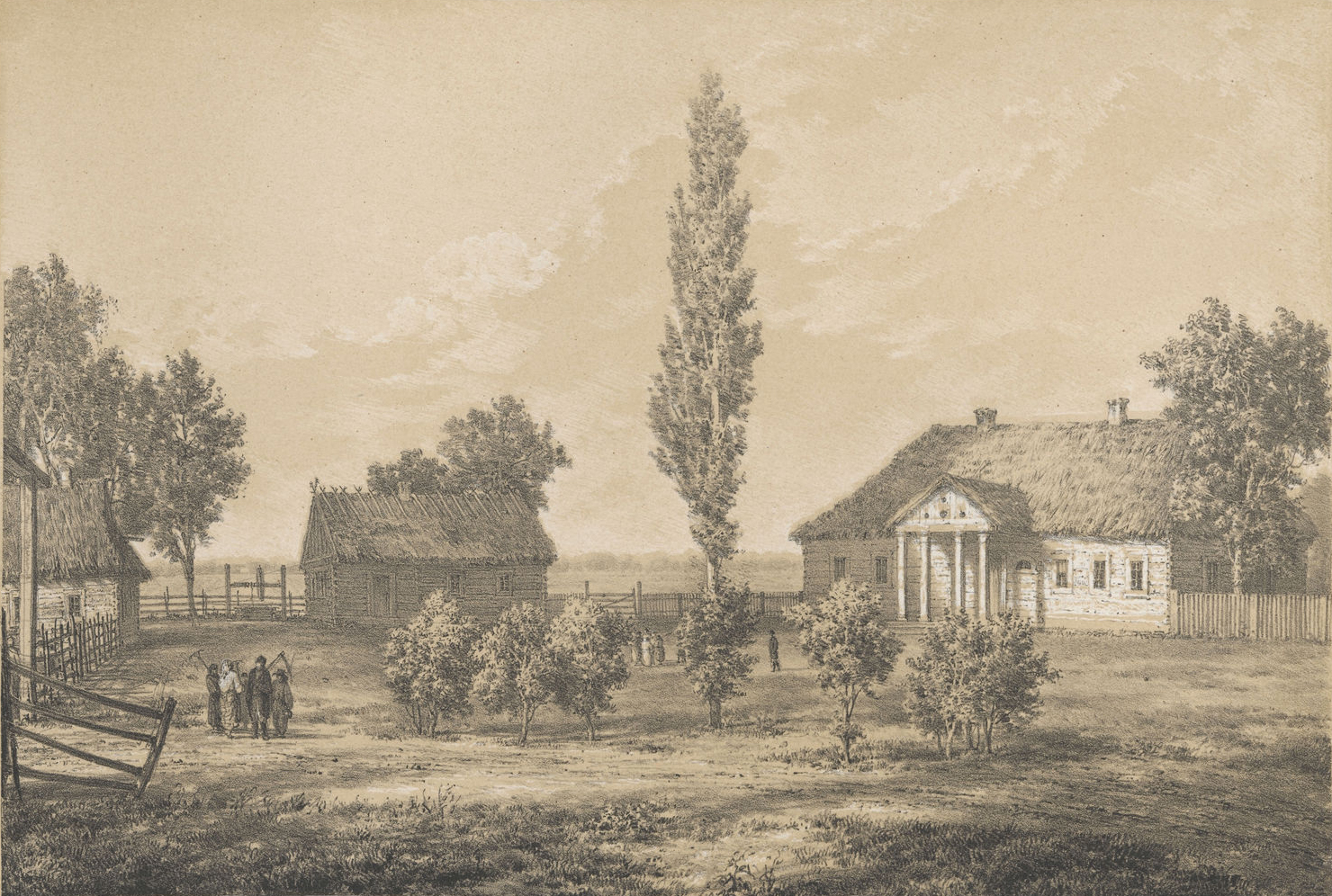
Н. Орда, 1877 г.
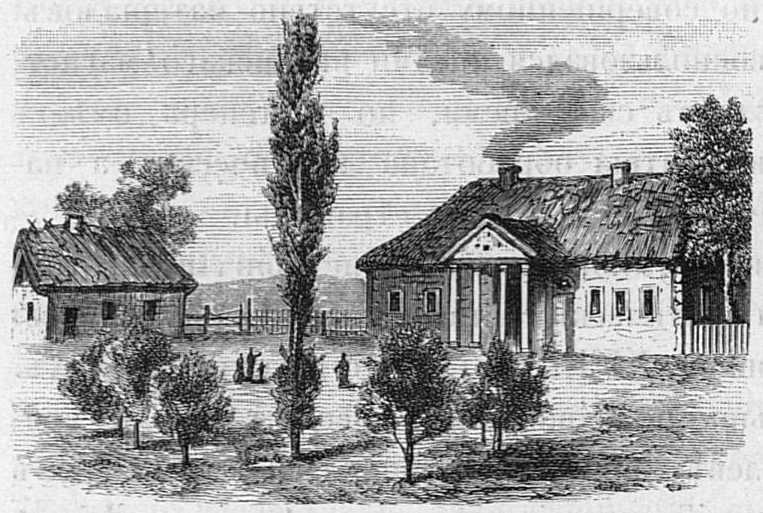
1882 г.
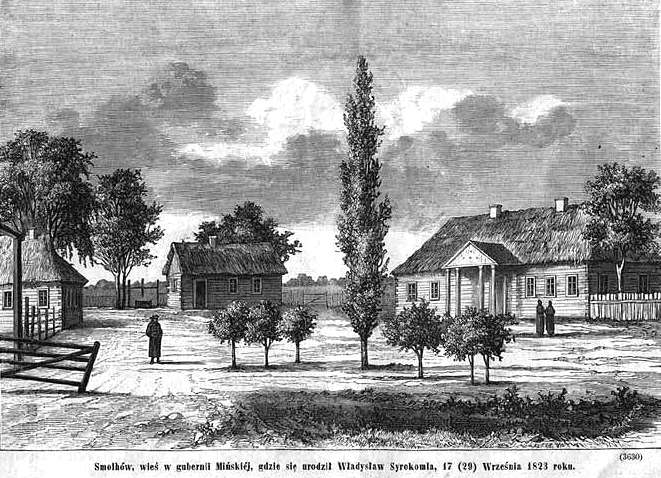
Место рождения В. Сырокомли.
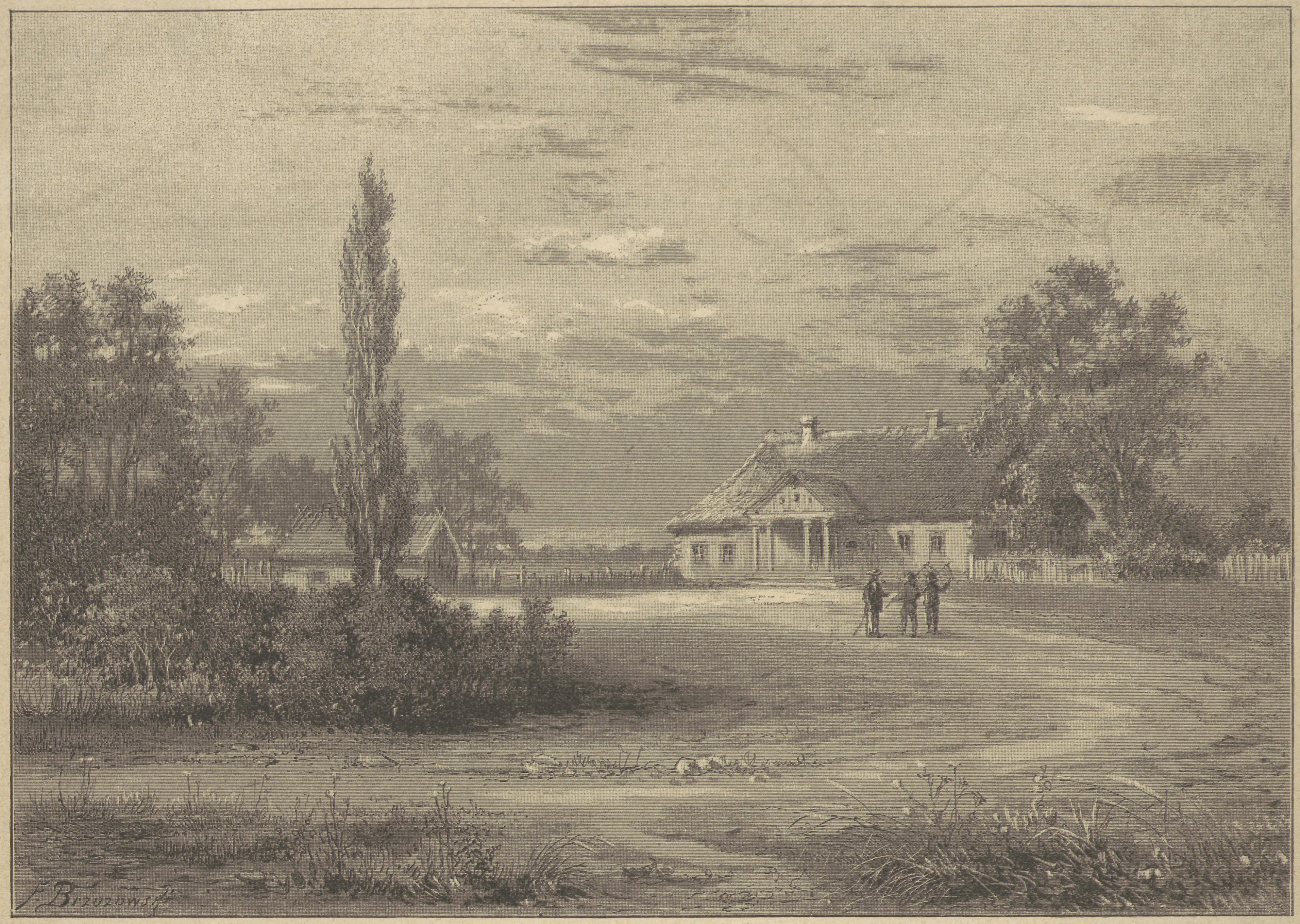
1884 г.

## Население

### Численность
- 2019 год — 375 жителей

### Динамика
- 1999 год — 506 жителей (перепись населения)
- 2009 год — 414 жителей (перепись населения)[7]
- 2019 год — 375 жителей (перепись населения)

## Улицы
- Новая
- Смольговская
- Сырокомли и др.

## Инфраструктура
Отделение связи, торговые объекты, фельдшерско-акушерский пункт, участок РУП «Любанское ЖКХ».

## Экономика
Действует ОАО «Любанский завод стеновых блоков». Ранее функционировал филиал № 6 «Любанский комбинат строительных материалов» ОАО «Белорусский цементный завод».

## Достопримечательность
- Курганный могильник, расположенный слева от дороги в д. Смольгово, в 0,5 км на северо-востоке от д. Раковищи Любанского района Минской области —  Историко-культурная ценность Республики Беларусь, шифр 613В000288.
- Памятник погибшим землякам.

## Известные лица
- Владислав Сырокомля (1823—1862) — белорусский поэт.